# Welyka Byjhan
Welyka Byjhan (ukrainisch Велика Бийгань; russisch Великая Быйгань/Welikaja Byjgan; slowakisch Veľká Behaň, Veľká Begaň, ungarisch Nagybégány) ist ein Dorf im Südwesten der ukrainischen Oblast Transkarpatien mit etwa 1800 Einwohnern.

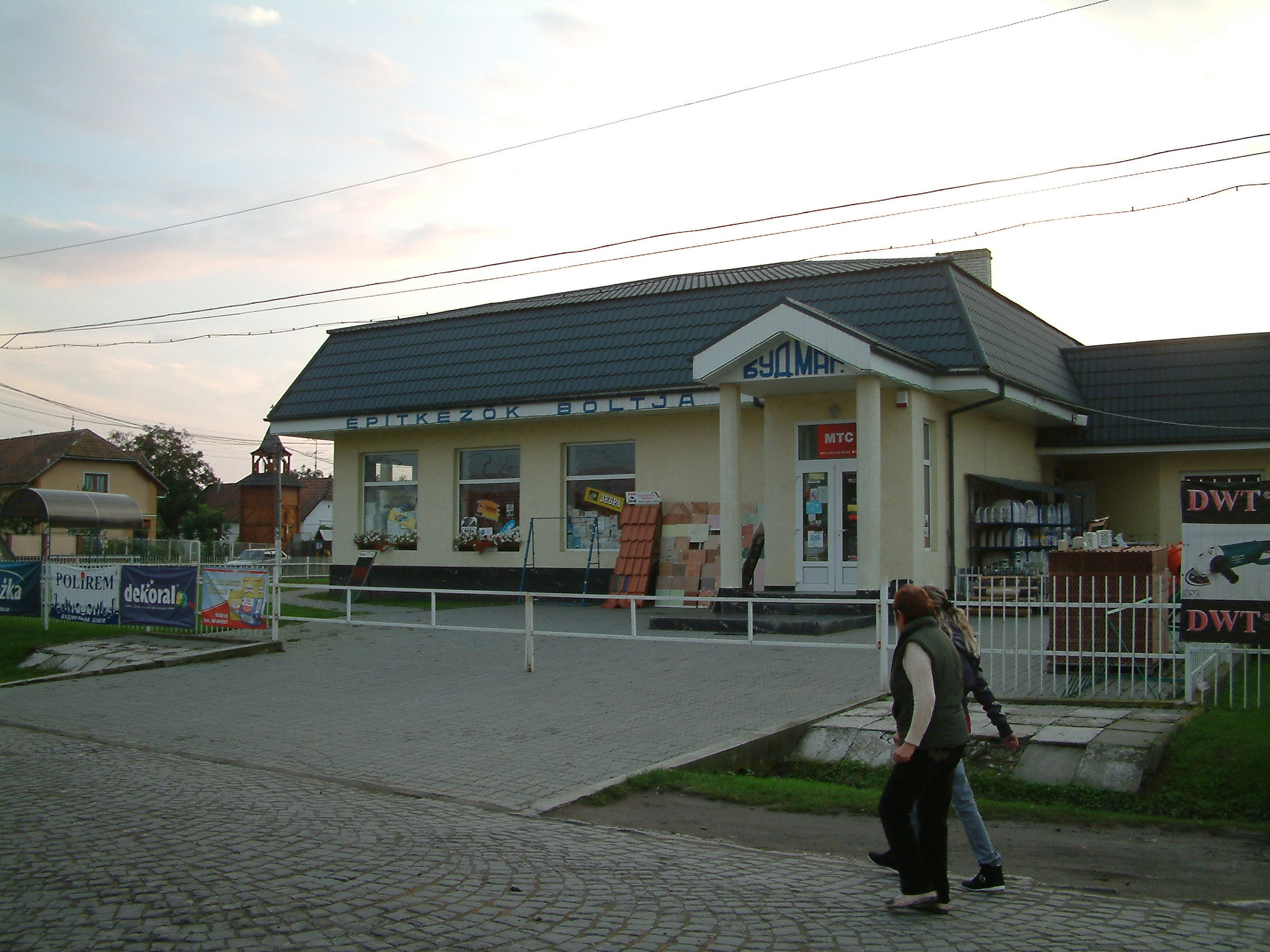
Geschäft im Ort

Der Ort liegt im Süden des Rajon Berehowe 7 km nordwestlich vom Rajonzentrum Berehowe und 46 km südöstlich vom Oblastzentrum Uschhorod. Er wurde 1333 zum ersten Mal schriftlich als Bygan erwähnt, 90 % seiner Einwohner sind ungarischsprachig.
1945 bekam der Ort den ukrainischen Namen Welyka Bihan/Велика Бігань (russisch Welikaja Began/Великая Бегань), 1992 wurde er auf den heutigen Namen geändert.
Am 12. Juni 2020 wurde das Dorf zusammen mit 7 umliegenden Dörfern zum Zentrum der neu gegründeten Landgemeinde Welyka Byjhan (Великобийганська сільська громада/Welykobyjhanska silska hromada) im Rajon Berehowe. Bis dahin bildete es zusammen mit dem Dorf Mala Byjhan die Landratsgemeinde Welyka Byjhan (Великобийганська сільська рада/Welykobyjhanska silska rada).
Folgende Orte sind neben dem Hauptort Welyka Byjhan Teil der Gemeinde:
| Name                     | Name         | Name                          | Name                     | Name         | Name    |
| ukrainisch transkribiert | ukrainisch   | russisch                      | slowakisch               | ungarisch    | deutsch |
| ------------------------ | ------------ | ----------------------------- | ------------------------ | ------------ | ------- |
| Astej                    | Астей        | Астей                         | Asteľ                    | Asztély      | -       |
| Dyjda                    | Дийда        | Дийда (Dijda)                 | Ďedovo, Deda             | (Bereg-)Déda | -       |
| Hunjadi                  | Гуняді       | Гуняди                        | Hunjadi, Kolónia Hunyady | Hunyadi      | -       |
| Hut                      | Гут          | Гут (Gut)                     | Gut                      | Gút          | -       |
| Mala Byjhan              | Мала Бийгань | Малая Быйгань (Malaja Byjgan) | Malá Behaň, Malá Begaň   | Kisbégány    | -       |
| Motschola                | Мочола       | Мочола                        | Močola, Mačola           | Macsola      | -       |